# FK Pohronie
FK Pohronie (celým názvem: Futbalový klub Pohronie Žiar nad Hronom Dolná Ždaňa) je slovenský fotbalový klub, který sídlí ve městě Žiar nad Hronom v Banskobystrickém kraji. Založen byl v roce 2012. Od sezóny 2021/22 působí ve 2.lize.
Své domácí zápasy odehrává na Mestském štadiónu v Žiaru nad Hronom s kapacitou 1 500 diváků.

## Historie
Založen byl v roce 2012 po fúzi klubů TJ Sokol Dolná Ždaňa a FK Žiar nad Hronom. 1. července 2012 tyto dva oddíly dosáhly dohody týkající se chodu nového klubu. Šlo o společnost s ručením omezeným, v níž 50% vlastní obec Dolná Ždaňa a 50% fotbalový klub Žiar nad Hronom. Výkonným ředitelem se stal Jozef Urblík, kterého vystřídal Mgr. Igor Rozenberg, PhD., MBA.

## Umístění v jednotlivých sezonách
Stručný přehled
Zdroj: 
- 2012–2013: 3. liga – sk. Východ
- 2013–2014: 2. liga
- 2014–2017: 2. liga – sk. Západ
- 2017–2019: 2. liga
- 2019-2022: 1. liga
- 2022-: 2. liga

Jednotlivé ročníky
Zdroj: 
Legenda: Z – zápasy, V – výhry, R – remízy, P – porážky, VG – vstřelené góly, OG – obdržené góly, +/− – rozdíl skóre, B – body, červené podbarvení – sestup, zelené podbarvení – postup, fialové podbarvení – reorganizace, změna skupiny či soutěže
| Slovensko (2012–) |                          |        |    |    |    |    |    |    |     |    |        |
| Sezóny            | Liga                     | Úroveň | Z  | V  | R  | P  | VG | OG | +/− | B  | Pozice |
| 2012/13           | 3. liga – sk. Východ     | 3      | 30 | 19 | 3  | 8  | 50 | 24 | +26 | 60 | 1.     |
| 2013/14           | 2. liga                  | 2      | 33 | 10 | 4  | 19 | 38 | 60 | −22 | 34 | 9.     |
| 2014/15           | DOXXbet liga – sk. Západ | 2      | 22 | 10 | 3  | 9  | 32 | 35 | −3  | 33 | 7.     |
| 2014/15           | O udržení – sk. Západ    | 2      | 32 | 18 | 4  | 10 | 56 | 45 | +11 | 58 | 7.     |
| 2015/16           | DOXXbet liga – sk. Západ | 2      | 22 | 12 | 4  | 6  | 29 | 23 | +6  | 40 | 2.     |
| 2015/16           | Mistrovská skupina       | 2      | 30 | 15 | 6  | 9  | 35 | 33 | +2  | 51 | 6.     |
| 2016/17           | 2. liga – sk. Západ      | 2      | 22 | 11 | 3  | 8  | 29 | 30 | −1  | 36 | 6.     |
| 2016/17           | Mistrovská skupina       | 2      | 30 | 14 | 4  | 12 | 42 | 44 | −2  | 46 | 9.     |
| 2017/18           | 2. liga                  | 2      | 30 | 9  | 11 | 10 | 41 | 35 | +6  | 38 | 9.     |
| 2018/19           | 2. liga                  | 2      | 30 | 18 | 7  | 5  | 48 | 25 | +23 | 61 | 1.     |
| 2019/20           | Fortuna liga             | 1      | 27 | 6  | 8  | 13 | 25 | 44 | -19 | 26 | 8.     |
| 2020/21           | Fortuna liga             | 1      | 32 | 8  | 14 | 10 | 38 | 38 | 0   | 38 | 9.     |
| 2021/22           | Fortuna liga             | 1      | 32 | 4  | 6  | 22 | 27 | 59 | -32 | 18 | 12.    |
| 2022/23           | 2. liga                  | 2      | 30 | 11 | 11 | 8  | 45 | 41 | +4  | 44 | 5.     |
| 2023/24           | 2. liga                  | 2      | 30 | 11 | 6  | 13 | 44 | 50 | -6  | 39 | 10.    |
| 2024/25           | 2. liga                  | 2      | 26 | 7  | 5  | 14 | 35 | 54 | -19 | 26 | 12.    |

## FK Pohronie „B“
FK Pohronie „B“ byl rezervní tým Pohronie. Rezervní tým vznikl v roce 2012 z bývalého týmu Žiaru nad Hronom, zanikl v roce 2016.
Největšího úspěchu dosáhl v sezóně 2014/15, kdy se ve 3. lize (3. nejvyšší soutěž) umístil na 12. místě.

### Umístění v jednotlivých sezonách
Stručný přehled
Zdroj: 
- 2013–2014: 4. liga SsFZ
- 2014–2016: 3. liga – sk. Střed

Jednotlivé ročníky
Zdroj: 
Legenda: Z – zápasy, V – výhry, R – remízy, P – porážky, VG – vstřelené góly, OG – obdržené góly, +/− – rozdíl skóre, B – body, červené podbarvení – sestup, zelené podbarvení – postup, fialové podbarvení – reorganizace, změna skupiny či soutěže
| Slovensko (2013–2016) |                     |        |    |    |   |    |    |     |     |    |        |
| Sezóny                | Liga                | Úroveň | Z  | V  | R | P  | VG | OG  | +/− | B  | Pozice |
| 2013/14               | 4. liga SsFZ        | 4      | 30 | 12 | 5 | 13 | 40 | 50  | −10 | 41 | 10.    |
| 2014/15               | 3. liga – sk. Střed | 3      | 28 | 8  | 6 | 14 | 34 | 55  | −21 | 30 | 12.    |
| 2015/16               | 3. liga – sk. Střed | 3      | 30 | 0  | 2 | 28 | 20 | 109 | −89 | 2  | 16.    |